# Mieczysław Suwała
Mieczysław Suwała ps. „Oro" (ur. 21 listopada 1913 w Grabownicy, zm. 6 października 1986 w Warszawie) – polski duchowny rzymskokatolicki.

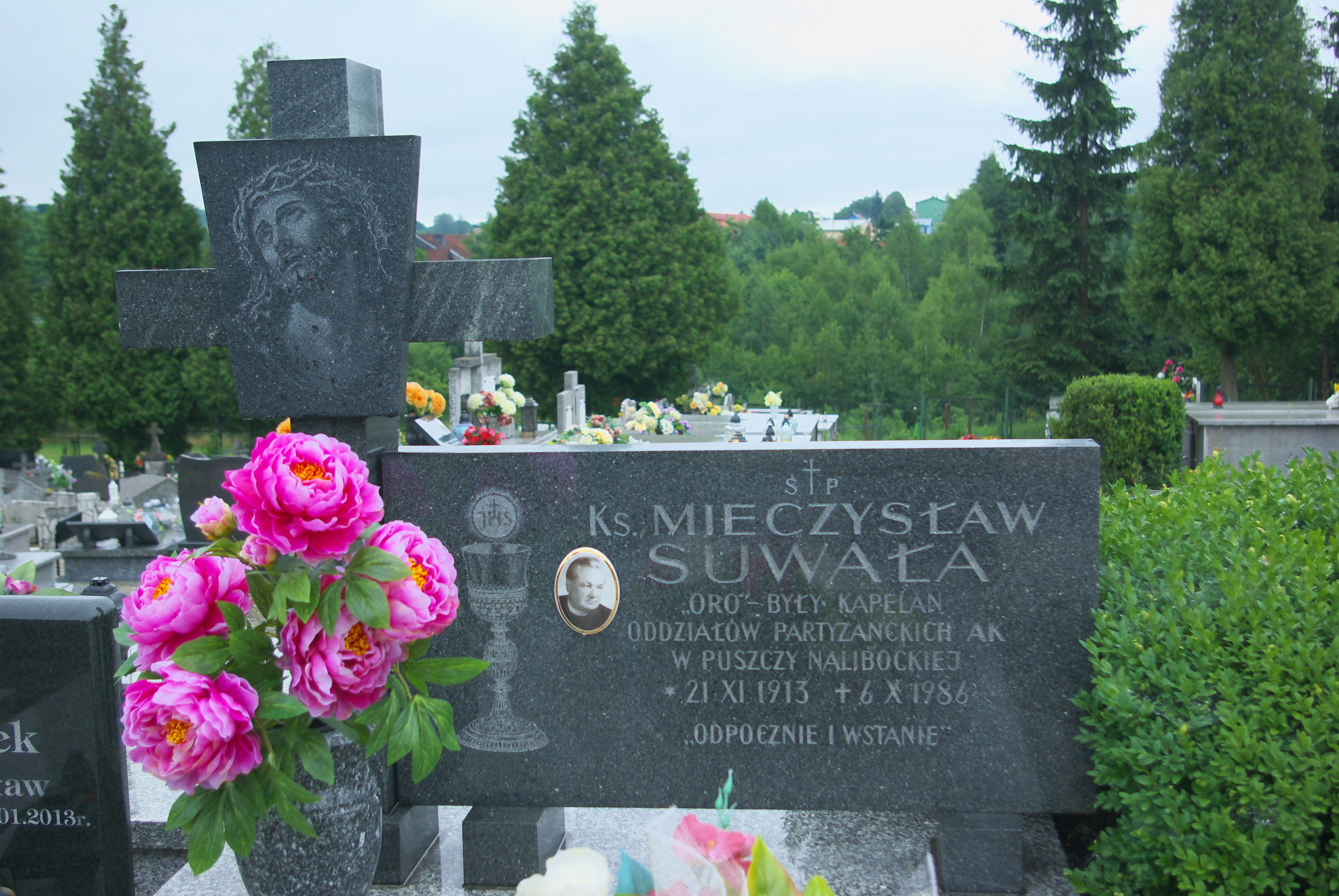
Nagrobek ks. Suwały w Grabownicy

## Życiorys
Urodził się 21 listopada 1913 w Grabownicy Starzeńskiej jako syn Jana i Marii z domu Ruchlewicz. Pochodził z rodziny wielodzietnej, chłopskiej, był wychowywany przez ciotkę, Katarzynę Nowakowską i jej męża Jana. Ukończył Państwowe Gimnazjum im. Królowej Zofii w Sanoku, gdzie 23 czerwca 1933 zdał egzamin dojrzałości (w jego klasie byli m.in. Zygmunt Bezucha, Edward Czech, Mieczysław Przystasz, Stefan Stefański).
Podjął naukę w Seminarium Duchownym w Pińsku. 8 kwietnia 1939 w katedrze pińskiej otrzymał sakrament święceń kapłańskich. Podczas wojny posługując się pseudonimem „Oro" pełnił funkcję kapelana wydzielonego z Uderzeniowych Batalionów Kadrowych, podporządkowanego jako III batalion (w składzie 77 Pułku Piechoty Armii Krajowej), dowodzony przez por. Bolesława Piaseckiego ps. „Sablewski”. Był także kapelanem w oddziałach partyzantki AK: „Stołpecko-Nalibockim” i pułku „Palmiry-Młociny”. Po aresztowaniu przez sowietów był więziony wraz z oficerami oddziału na Łukiszkach, a od 27 lipca w więzieniu przy ul. Ofiarnej.
Po wojnie był pracownikiem Stowarzyszenia „Pax” oraz prefektem Liceum Ogólnokształcącego pw. św. Augustyna w Warszawie (pełniąc tę funkcję w 1957 był zaangażowany w przekazanie okupu za porwanego Bohdana Piaseckiego, syna ww. Bolesława). Po ujawnieniu zabójstwa Bohdana Piaseckiego przeniósł się do parafii Podwyższenia Krzyża Świętego i św. Stanisława, Biskupa i Męczennika w Hajnówce, gdzie posługiwał od 1957 do 1959. Od 1959 studiował w Instytucie Papieskim Uniwersytetu Leopolda i Franciszka w Innsbrucku, gdzie uzyskał tytuł licencjat naukowy z filozofii chrześcijańskiej. Powróciwszy do parafii w Hajnówce był tam wikariuszem przez rok od 1962 do 1963, po czym podjął studia w Warszawie.
Zmarł 6 października 1986 w Warszawie. Został pochowany na cmentarzu w rodzinnej Grabownicy.

## Odznaczenia
- Krzyż Oficerski Orderu Odrodzenia Polski (uchwałą Rady Państwa z 20 lipca 1954, za zasługi w pracy społecznej)[14]
- Krzyż Kawalerski Orderu Odrodzenia Polski (uchwałą Rady Państwa z 22 lipca 1953, za zasługi w pracy społecznej)[15]
- Medal 10-lecia Polski Ludowej (1955)[16]
- Medal "20-lecia Światowej Rady Pokoju" (1969)[17]